# Stolnica v Bragi
Stolnica v Bragi (portugalsko Sé de Braga) je rimskokatoliška cerkev v severnem mestu Braga na Portugalskem. Zaradi svoje dolge zgodovine in umetniškega pomena je tudi ena najpomembnejših stavb v državi. Je sedež nadškofije Braga in primasa nadškofa Portugalske in Španije.
Stolnica je od leta 1910 razvrščena kot nacionalni spomenik.

## Zgodovina
Škofija Braga izvira iz 3. stoletja našega štetja in je ena najstarejših na polotoku ter središče pokristjanjevanja Gallaecije (Severozahodna Iberija).
Sveti Peter iz Rate ali iz Brage tradicionalno velja za prvega škofa v Bragi med letoma 45 in 60. Izročilo pravi, da je bil Jud, ki je nedavno umrl, ko je bil na tem območju sveti Jakob. Apostol, ki je vedel, da je človek razuma in dobre volje, ga je dal obuditi iz groba in ga posvetil, da oznanja Kristusovo slavo. Isto izročilo pravi, da je bil Peter Rateski umorjen, ko je poskušal spreobrniti h krščanski veri na severu Portugalske.
Ko je rimska oblast razpadla zaradi vdorov germanskih plemen, je Braga (takrat imenovana Bracara Augusta) postala glavno mesto kraljestva Svebov (409 do 584). Škof Martin iz Dumia, velika verska osebnost tistega časa, je okoli leta 550 spreobrnil Svebe v katolištvo. Pomen Brage se je zmanjšal v času Vizigotov, po prihodu Mavrov (716) pa je izgubila škofovski sedež.
Škofija v Bragi je bila obnovljena okoli leta 1071, potem ko je bilo mesto spet v krščanskih rokah in je škof Pedro začel graditi stolnico, posvečeno leta 1089 (dokončane so bile le vzhodne kapele). Od leta 1093 je portugalski grofiji vladal grof Henrik Burgundski, ki je skupaj s škofom Geraldom de Moissacom uspel prepričati papeža, da je Brago leta 1107 spremenil v nadškofijo. Nadškof Brage je imel oblast nad veliko regijo na severozahodu Iberija, vključno z večino Portugalske in delom Galicije, v današnji Španiji.
Gradnja stolnice se je nato nadaljevala in je trajala do sredine 13. stoletja, vendar so podrobnosti nejasne. Prvotna stavba iz 12. stoletja je bila zgrajena v burgundskem romanskem slogu samostanske cerkve Cluny. V tistem obdobju je vplivala na številne druge cerkve in samostane na Portugalskem. Kasneje je bila stolnicaa močno spremenjena, tako da je danes mešanica romanskega, gotskega, mavrskega, manuelinskega in baročnega sloga. Posebej pomembna je bila dozidava novih kapel in vhodne galerije v gotskem slogu, nova manuelinska glavna kapela in različni dodatki v baročnem času, kot so stolpi, kapele in veliko notranjega okrasja.
Stolnica kot najpomembnejši verski objekt v Iberiji (pred ustanovitvijo Santiaga de Compostele in ponovne osvojitve Toleda iz muslimanskih rok) je bila takrat izjemno močna institucija in je uživala velik vpliv na papeškem dvoru. Na primer, nadškof primas Paio Mendes (1118-1137), ki ga imajo nekateri zgodovinarji za pravega učitelja Afonza Henrika, prvega kralja Portugalske, namesto Egasa Moniza, je bil goreč zagovornik stvari Infante proti njegovi materi, Tereziji Léonski. Svetovalec monarha je potoval z njim v Zamoro. Imel je vplivno vlogo pri oblikovanju neodvisnosti Portugalske, saj je izkoristil svoj položaj na papeškem dvoru papeža Aleksandra III., da je končno pridobil odobritev papeške bule Manifestis Probatum, ki je priznala neodvisnost Portugalske s strani papeža in posledično s strani vsega krščanstvo. Ta nadškof je leta 1128 tudi ukazal zgraditi stavbo s 5 kapelami v transeptu stolnice, ki jo je poškodoval potres.

## Arhitektura in umetnost

### Zunanjost
Prvotno romansko zahodno pročelje stolnice v Bragi je bilo popolnoma zatrto, razen nekaterih arhivolt in kapitelov glavnega portala, močno okrašenih z živalskimi in človeškimi kiparskimi reliefi. Figure enega arhivolta s kokošmi, lisicami in ministrantom morda pripovedujejo moralistično pesem, kot je Lisjak Reynard, francoske tradicije.
Med letoma 1486 in 1501 je bila pred glavnim portalom zgrajena vhodna galerija (galilee) v poznogotskem slogu. Ima rebraste oboke in je okrašena s kipi in bruhalniki, ki so bili uporabljeni za izlive, da dež ne bi uničil stene stavb. Čudovita manuelinska kovinska vrata so bila prvotno v notranjosti stolnice, vendar so bila v 18. stoletju prestavljena v galileo. V začetku 16. stoletja je nadškof Diogo de Sousa spremenil glavni romanski portal in žrtvoval notranje arhivolte. Zgornji del fasade in stolpi so bili popolnoma modernizirani v 18. stoletju in so brez posebnosti. Južno pročelje ima zanimiv romanski portal.
Pomembna je glavna kapela apside, ki jo je leta 1509 pod nadškofom Diogo de Sousa ponovno zgradil baskovski arhitekt João de Castilho. Zunanjost kapele ima čudovite poznogotske in manuelinske trakove z bruhalniki in fialami, ki se v notranjosti kapele ujemajo z zapletenimi rebrastimi oboki. Zunanja stena glavne kapele ima čudovit kip Madone, ki doji Jezusa (Madona do Leite) iz zgodnjega 16. stoletja med grbom Portugalske in škofom Diogom de Sousa, pokroviteljem manuelinske prenove.

### Notranjost
Stolnica v Bragi ima tri ladje, pokrite z leseno streho, transept in pet vzhodnih kapel v apsidi. Nobena od kapel ni več prvotno romanska: glavna kapela je manuelinska, ostale pa so bogato baročno okrašene. V severni steni zunaj stolnice je majhna kapela zgodnjeromanske zasnove, ki je morda ostanek stavbe iz poznega 11. stoletja. Ta kapela je ostala zunaj končne stolnice, morda zaradi spremembe zasnove v 12. stoletju.
Ladja je v bistvu romanska zahvaljujoč 'očiščevalni' reformi v 20. stoletju, ki je odpravila večino kasnejših dodatkov, čeprav je bila večina prvotnih kapitelov stebrov izgubljenih. Afonz, sin kralja [[Ivan I. Portugalski|Ivana I.]g, je pokopan v grobnici iz 15. stoletja iz brona, ki jo je mogoče videti v ladji.
V baročnem obdobju so blizu vhoda dodali visok kor. Ta kor je lepo okrašen s poslikanim stropom in izklesanimi pozlačenimi lesenimi (talha dourada) kornimi klopmi, ki jih je okoli leta 1737 izdelal Miguel Francisco da Silva. Pred visokim korom je dvoje orgel iz pozlačenega lesa, ki ju je izrezljal priznani kipar Marceliano de Araújo v 1730-ih in so močno okrašene z baročnimi in fantastičnimi motivi. To so med najbolj impresivnimi deli iz pozlačenega lesa na Portugalskem.
Glavna kapela je pokrita s kamnitimi rebrastimi oboki, njene stene pa krasi kip Device Marije iz 14. stoletja (Nossa Senhora de Braga). Med predelavo kapele je nadškof Diogo de Sousa naročil tudi kamniti oltar, vendar je večina izgubljenega. Še vedno ohranjen del se uporablja kot oltarna miza in ima čudovite reliefe Kristusa in apostolov. Korne klopi so neogotske.
Druge kapele apside so okrašene v baročnem ali neoklasicističnem slogu. Posebej zanimiva je kapela svetega Petra Rateškega, ki jo krasijo značilne modro-bele ploščice azulejo, ki pripovedujejo o življenju svetnika. Avtor ploščic je António de Oliveira Bernardes, eden glavnih portugalskih slikarjev ploščic iz 18. stoletja.
V srednjem veku je bilo ob stolnici zgrajenih več kapel. 
Kapela kraljev (Capela dos Reis) je bila zgrajena okoli leta 1374 na mestu, kjer sta bila pokopana grof Henrik in grofica Tereza, starša prvega portugalskega kralja. Njune grobnice so v začetku 16. stoletja nadomestile nove, z ležečimi figurami.
Gotska kapela slave (Capela da Glória) je bila zgrajena med letoma 1326 in 1348 kot počivališče nadškofa Gonçala Pereire. Zase je naročil veličastno grobnico kiparjema mojstru Peru, Aragoncu in Telu Garcii, Portugalcu. V grobnici, ki jo varuje šest kamnitih levov, je kip nadškofa v naravni velikosti z glavo, ki počiva na blazini, ki jo držijo angeli. Stranice grobnice so okrašene s podobami apostolov in duhovnikov. V zgodnjem 16. stoletju so kapelo poslikali z zanimivimi geometričnimi motivi mavrskega vpliva, zelo podobnimi seviljskim ploščicam.
V bližini križnega hodnika je kapela pobožnosti (Capela da Piedade), ki jo je okoli leta 1513 zgradil nadškof Diogo de Sousa. V kapeli je pokopan v čudoviti renesančni grobnici.
Križni hodniki so bili obnovljeni v 19. stoletju in so malo umetniškega pomena, vendar katedralni muzej hrani veliko zanimivih predmetov. Med njimi so veličasten manuelinski kelih nadškofa Dioga de Souse (začetek 16. stoletja), kelih svetega Geralda (10. stoletje) in arabska škatla iz slonovine (11. stoletje) in drugi.

## Osebnosti
Pomembni ljudje, povezani s stolnicoo v Bragi so:
- Sveti Peter Rateški (São Pedro de Rates): po legendi je bil prvi škof v Bragi med letoma 45 in 60, ki ga je imenoval apostol sveti Jakob Veliki. Njegovi ostanki so domnevno shranjeni v kapeli.
- Sveti Martin iz Brage (okoli 520-580): braški škof v 6. stoletju. Spreobrnil Sueve v glavno krščanstvo.
- Paul Orozij (375-418): rojen v Bracara Augusta, je bil galeški kalcedonski duhovnik, zgodovinar in teolog, učenec Avguština iz Hipona.
- Henrik, portugalski grof (1066-1112): Henrik je bil portugalski grof od leta 1093 do svoje smrti. Brago je spremenil v svojo prestolnico in spodbujal gradnjo stolnice. Pokopan je v grobnici iz 16. stoletja v kapeli kraljev.
- Terezija, grofica in kraljica Portugalske (1080-1130): Terezija Leonska je bila poročena z grofom Henrikom leta 1094. Njena grobnica iz 16. stoletja je prav tako v kapeli kraljev.
- Protipapež Gregor VIII. (umrl 1137): Maurice Bourdin (Maurício Burdino) je bil drugi braški nadškof. Po rodu Francoz, pomagal organizirati škofijo. Bil je vpleten v spor med germanskim cesarjem Henrikom V. in papežem Gelazijem II. Cesarjevi privrženci so ga izvolili za protipapeža kot Gregorja VIII. Kasneje ga je zaprl papež Kalist II. in umrl je v italijanskem samostanu.
- Papež Janez XXI. (okoli 1215-1277): rojen v Lizboni kot Pedro Julião, je bil nadškof v Bragi v 13. stoletju. Leta 1276 izvoljen za papeža.
- Nadškof Diogo de Sousa (okoli 1461-1532): nadškof Brage med letoma 1505 in 1532 je posodobil tako mesto kot katedralo. Pokopan v kapeli pobožnosti.
- Sveti Ovidij (umrl leta 135 n. št.): tretji braški škof, pokopan v stolnici.
- Prestolonaslednik Afonz (1390-1400): domnevni prestolonaslednik Portugalske, sin Ivana I. in Filipe Lancastrske. Umrl je v Bragi in bil pokopan v mavzoleju v stolnici, znotraj osrednje ladje, desno od glavnega portala.
- Nadškof Paio Mendes (?-1137): je bil nadškof Brage od leta 1118 do svoje smrti. Bil je privrženec zadeve Afonza Henrika, portugalskega grofa.
- Nadškof Lourenço Vicente (?-1398): bil je nadškof v Bragi in branilec Ivana I., sodeloval je v bitki pri Aljubarroti, kjer je dobil brazgotino na obrazu, in pri ponovnem zavzetju Guimarãesa. Pokopan je v kapeli kraljev, kjer je razstavljeno njegovo naravno mumificirano telo.